# یک داستان سیندرلایی دیگر
یک داستان سیندرلایی دیگر (انگلیسی: Another Cinderella Story) فیلمی آمریکایی در ژانر کمدی موزیکال نوجوانان به کارگردانی دیمن سانتوستفانو و نویسندگی اریک پاترسون و جسیکا اسکات محصول سال ۲۰۰۸ میلادی است. سلنا گومز، درو سلی و جین لینچ از بازیگران فیلم هستند. این فیلم دنبالۀ فیلم داستان سیندرلا (۲۰۰۴) و دومین فیلم از سری فیلم‌های داستان سیندرلا به حساب می‌آید. این فیلم مانند فیلم اول افسانه سیندرلا را در فضایی مدرن بازگو می‌کند. 
دنبالۀ این فیلم تحت عنوان یک داستان سیندرلایی: روزی روزگاری یک آهنگ در سال ۲۰۱۱ منتشر شد.

## بازیگران
- سلنا گومز در نقش مری سانتیاگو
- درو سلی در نقش جویی پارکر
- جین لینچ در نقش دومینیک بلات
- کاترین ایزابل در نقش بری بلات
- امیلی پرکینز در نقش بریت بلات
- جسیکا پارکر کندی در نقش تامی
- مارکوس تی. پالک در نقش آستین
- الکس زاهارا در نقش کارگردان بریتانیایی
- لیندا بوید در نقش اوی پارکر
- نیکول لاپلاکا در نقش ناتالیا

## بازخورد
لیسی واکر در نقد خود برای کریستین انسرز، به چندین جنبه از این فیلم و داستان سیندرلا اشاره کرد که مستقیماً با یکدیگر موازی بودند. او همچنین فیلمنامه را تحسین کرد و گفت: «نویسندگان فیلمنامه را با طنزی شگفت‌انگیز و پیچش‌های داستانی لذت‌بخش تقویت کرده‌اند.» با این حال، واکر از تفاوت سنی آشکار بین گومز ۱۵ ساله و سلی ۲۶ ساله انتقاد کرد.